# Heather Ashton
 (mars 2018).
Si vous disposez d'ouvrages ou d'articles de référence ou si vous connaissez des sites web de qualité traitant du thème abordé ici, merci de compléter l'article en donnant les références utiles à sa vérifiabilité et en les liant à la section « Notes et références ».
Chrystal Heather Ashton est une professeure britannique de psychopharmacologie à l'Université de Newcastle et à l'Institut de Neuroscience, auteure, et experte en psychotropes notamment benzodiazépines et antidépresseurs.

## Études
Heather Ashton est diplômée en psychologie de l'Université d'Oxford en 1951. Elle obtient son doctorat de médecine en 1956, et est membre du Royal College of Physicians en 1958.

## Travaux et recommandations
Heather Ashton est élaboratrice d'un programme de sevrage des benzodiazépines et/ou antidépresseurs. Ce programme consiste en un sevrage lent, progressif et régulier, ayant pour objectif de diminuer les réactions. Le taux du dosage et la durée des paliers seront variables suivant les individus. Dans le cas d'un sevrage de benzodiazépine, elle conseille de choisir une benzodiazépine à demi-vie plus longue, et de répartir la dose dans la journée matin et soir, ou matin midi et soir, de manière à éviter les périodes de manque et la sévérité des symptômes de sevrage.
Dans son expérience, les meilleurs résultats ont eu lieu lorsque le patient lui-même, et non le médecin, contrôle le rythme de sevrage. Le patient peut ainsi procéder au rythme qui lui semble tolérable. C'est pourquoi Heather Ashton a créé un manuel consultable en ligne à l'attention des utilisateurs de benzodiazépines souhaitant arrêter leur traitement. Dans ce manuel, elle explique le sevrage, le protocole, la substitution, et le syndrome prolongé de sevrage.
Elle condamne les sevrages rapides de benzodiazépines effectués dans des centres de désintoxication, qui sont selon elle beaucoup trop rapides et inappropriés.
La Clinical Knowledge Summaries (CKS), une base de données de recommandations cliniques, c'est un service du National Institute for Health and Care Excellence(NICE), lui-même supervisé par le Département de la Santé du Royaume-Uni, indique que Heather Ashton est un expert et recommande les protocoles (substitution, diminution progressive, méthode des 10 % et diminution progressive) du manuel d'Heather Ashton pour les benzodiazépines et les médicaments Z, et donne des exemples sur son site qui sont adaptés du manuel d'Ashton.
Lorsqu'un patient souhaite arrêter ou diminuer un traitement psychotrope (benzodiazépine, antidépresseur), Heather Ashton  conseille entre autres la « méthode des 10 % » qui est une méthode de réduction progressive. Cette méthode consiste à réduire la dose « en cours » de 10 % toutes les 1, 2 ou 3 semaines. Heather Ashton conseille également lorsqu'il s'agit d'une molécule benzodiazépine ou antidépresseur à demi-vie courte, la substitution par une demi-vie plus longue comme le diazépam pour diminuer la sévérité et la fréquence des symptômes de sevrage ou de discontinuation.

## Publications
- (en) Heather Ashton, « Le Manuel Ashton - Les Benzodiazépines: Comment agissent-elles et comment s'en sevrer ? », sur benzo.org, 2002 (consulté le 26 mars 2015)
- (en) Ashton, C.H. (1984), Benzodiazepine Withdrawal: An Unfinished Story, British Medical Journal, 288, p. 1 135-1 140. DOI 10.1136/bmj.288.6424.1135.
- (en) Ashton, C.H. (1986), Adverse Effects of Prolonged Benzodiazepine Use, Adverse Drug Reaction Bulletin, 118, p. 440–443. DOI 10.1097/00012995-198606000-00001.
- (en) Ashton, C.H. (1987), Benzodiazepine Withdrawal: Outcome in 50 Patients, British Journal of Addiction, 82, p. 665–671. DOI 10.1111/j.1360-0443.1987.tb01529.x
- (en) Ashton, C.H, « Anything for a quiet life? : Valium, Librium and Mogadon once seemed to provide the perfect answer to stress. We now know this group of drugs alters the chemistry of the brain; no wonder they create more problems than they solve », New Scientist, vol. 122, no 1663,‎ 1989, p. 52-5. (lire en ligne)
- (en) Ashton, C.H. (1991), Protracted Withdrawal Syndromes from Benzodiazepines, Journal of Substance Abuse Treatment, 8 p. 19–28. DOI 10.1016/0740-5472(91)90023-4.